# Teillay
Teillay település Franciaországban, Ille-et-Vilaine megyében. Lakosainak száma 1103 fő (2022. január 1.). Teillay Ercé-en-Lamée, Thourie, Rougé, Ruffigné és Soulvache községekkel határos.

## Népesség
A település népessége az elmúlt években az alábbi módon változott:
| Lakosok száma | 1066 | 829  | 786  | 912  | 1059 | 1072 | 1061 | 1069 | 1075 | 1103 |
|               | 1968 | 1982 | 1990 | 2006 | 2013 | 2015 | 2017 | 2019 | 2020 | 2022 |